# エヴァン・マクイクラン
エヴァン・マクイクラン（Evan Mceachran、1997年3月6日 - ）は、カナダオンタリオ州オークビル出身のフリースキーヤー。2012年からカナダのナショナルチームに所属している。種目はスロープスタイル。

## 生い立ち
モットーは「Just Do It.」。趣味はクリフダイブ、ハイキング、スケートボード、サーフィン。幼いころはスキーレーシングの練習をしていた。モーグルを経験後、パークでフリースキーヤーを見て憧れ、スロープスタイルのスキーヤーとなった。

## 戦歴
アメリカで開催されたFIS Nor-Am Cupでは2013年、2014年に銀メダルを獲得。2015年8月にニュージーランドのCardronaで開催されたFIS World Cupのスロープスタイル種目では10位。コーチはJF CussonとToben Sutherland。

## スポンサー
- Monster Energy
- HEAD
- Giro[2]